# زیبایی

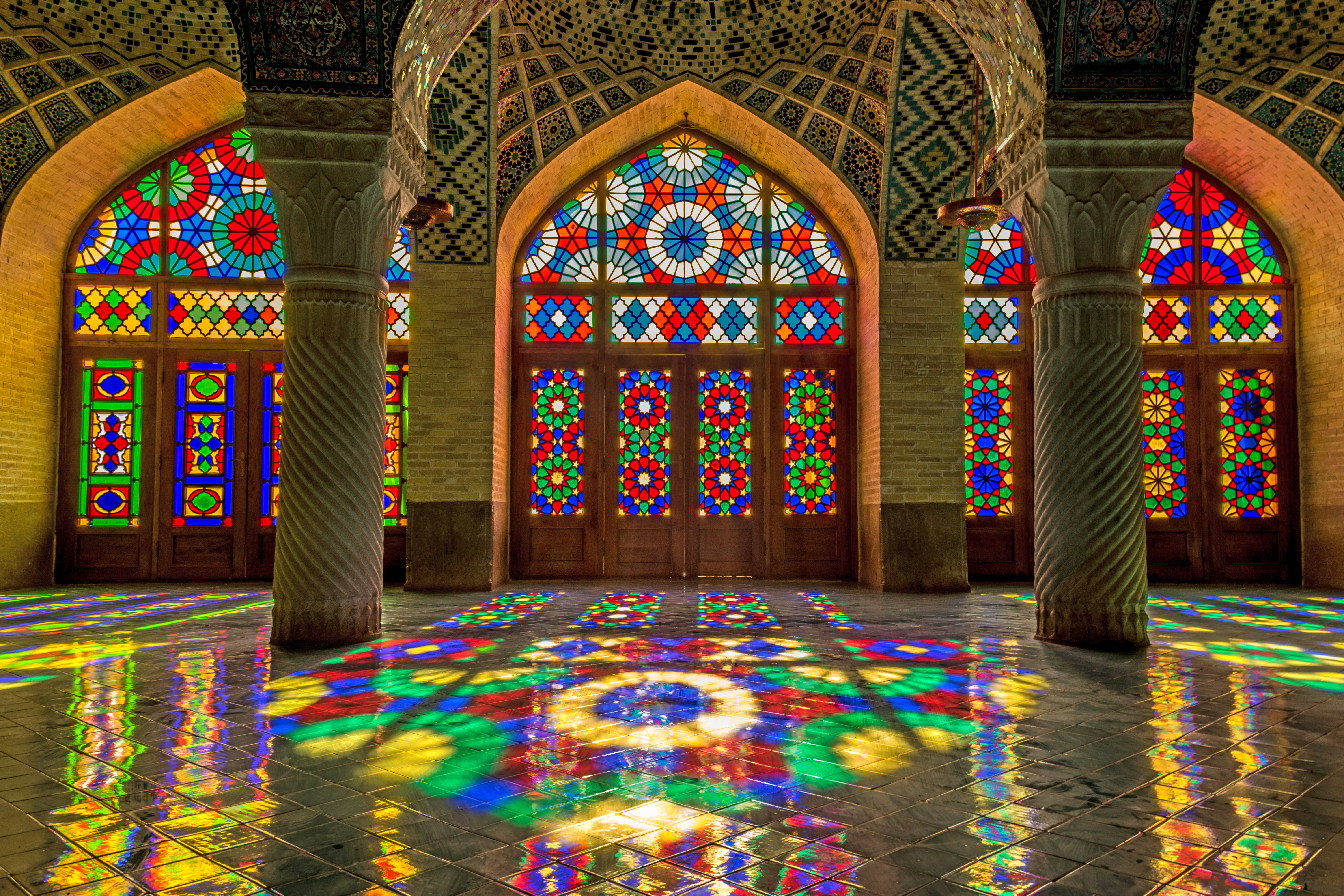
شبستان مسجد نصیرالملک شیراز

زیبایی یکی از مفهوم‌های فلسفی و مفهومی پیچیده و انتزاعی است. زیبایی می‌تواند یکی از ویژگی‌های وجودی در انسان، حیوان، مکان، شی، یا ایده باشد که یک تجربه ادراکی از لذت یا رضایت را در وجود دیگران ایجاد می‌نماید.
انقلاب کانت در فلسفه که به چرخش کوپرنیکی کانت مشهور است، توجه به زیبایی را از ابژه به سوبژه تغییر داد. در واقع مهم‌ترین تفاوت زیبایی‌شناسی مدرن با زیبایی‌شناسی کلاسیک در همین مسئله است که در دوران مدرن زیبایی از ویژگی‌های ذهن نگرنده شناخته شد نه یکی از ویژگی‌های ابژه.
سرشت زیبایی یکی از پایدارترین و بحث‌برانگیزترین موضوعات در فلسفه غرب است و به همراه چیستی هنر یکی از دو موضوع اساسی در زیبایی‌شناسی فلسفی می‌باشد. زیبایی به‌طور سنتی جزو ارزش‌های نهایی از جمله خوبی، حقیقت و عدالت شمرده شده است.
ویل دورانت باور دارد که زیبایی زاده میل است. یکی از نشانه‌های برجسته اینکه زیبایی زاده میل است این است که شیء مطلوب پس از آنکه به‌دست آمد زیبایی خود را از دست می‌دهد. آنچه می‌خواهیم برای خوبی آن نیست، بلکه برای آن خوب است که آن را می‌خواهیم.
آبی بودن آسمان برای خوشایندی ما نیست، بلکه چشمان ما به تدریج با آسمان آبی خو گرفته آن را خوشایند یافته‌اند. لذت طبیعی هر شکل و رنگی به نسبت تکرار آن در سر گذشت انسان است.
زن نیز برای آن منبع و دستور زیبایی شناخته شد که عشق مرد به زن قوی‌تر از عشق زن به مرد است اگر چه مدتش کوتاه‌تر است.
جرج سانتایانا باور دارد که زیبایی لذتی است که وجود خارجی یافته است (زیبایی وعده لذت است).
محمدرضا خنیده معتقد است : در میان تمام زیبایی‌هایی که در این جهان ستودنی‌اند، هیچ‌کدام به چشم من زیباتر از لبخند او نیست؛ همسری که حضورش، تعریف تازه‌ای از زیبایی به زندگی‌ام داد.